# Jennette McCurdy

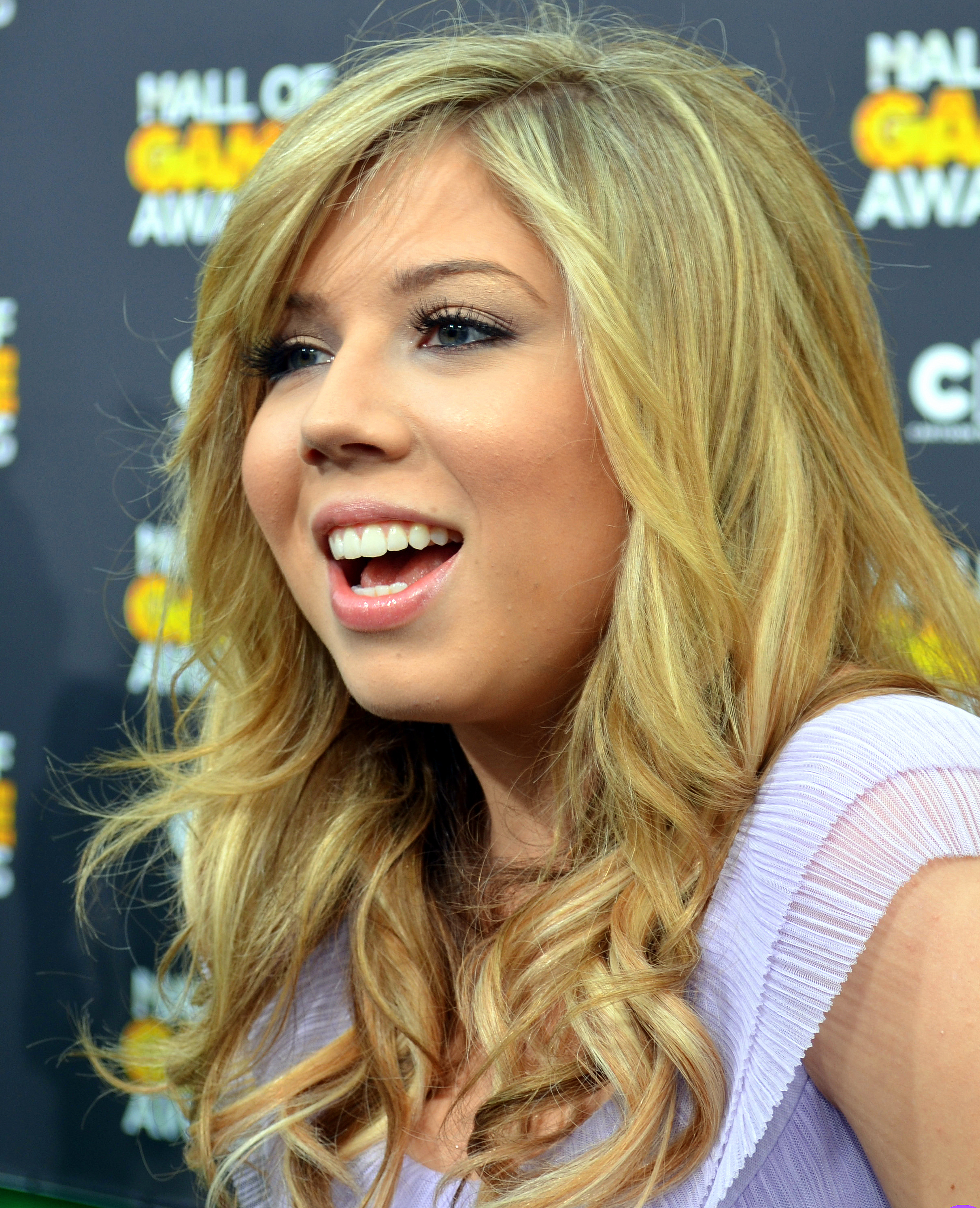
Jennette McCurdy bei den Hall of Game Awards (2012)

Jennette Michelle Faye McCurdy (* 26. Juni 1992 in Long Beach, Kalifornien) ist eine US-amerikanische Autorin, Regisseurin und Singer-Songwriterin sowie ehemalige Schauspielerin. Popularität erlangte sie durch die Rolle als Samantha „Sam“ Puckett in der Fernsehserie iCarly. Daraufhin spielte sie dieselbe Rolle in Sam & Cat, einem Ableger der Serien Victorious und iCarly.

## Leben
McCurdy wurde in Long Beach geboren und wuchs in Garden Grove mit ihrer Familie auf. Sie hat drei ältere Brüder. McCurdys Mutter, die in ihrer Jugend selbst Schauspielerin werden wollte, führte ihre Tochter im Alter von 8 an die Schauspielerei heran.
Am 11. Juni 2011 veröffentlichte das Wall Street Journal einen von ihr geschriebenen Artikel. Darin beschreibt sie den Kampf ihrer Mutter Debra gegen den Brustkrebs und wie ihre Familie mit dieser Situation umgeht. Im September 2013 starb ihre Mutter an den Folgen der Krankheit.
Im März 2019 schrieb sie erstmals öffentlich über ihre Essstörungen: Von ihrem 11. Lebensjahr an habe sie etwa 15 Jahre lang vor allem an Magersucht und Bulimie gelitten, wobei ihre Mutter und die Unterhaltungsindustrie diesen Zustand gefördert hätten: Sie habe mehr jüngere Rollen erhalten, wenn sie auch kleiner und dünner erschien. Ihre Schwägerin habe ihr zu einer Therapie geraten, als sie durch den Verlauf ihrer Bulimie einen Zahn verloren habe und im Badezimmer von Freunden ohnmächtig geworden sei. Seit 2017 sei sie, nach mehreren Therapien, auf einem guten Weg und habe ihr Essverhalten bislang unter Kontrolle. Ihr Gang an die Öffentlichkeit mit diesem Thema solle vor allem anderen Betroffenen helfen.

## Karriere

### Filmkarriere

#### 2000–2006: Beginn ihrer Karriere
McCurdy begann mit acht Jahren zu schauspielern und hatte ihre erste Rolle in MADtv. Seit dieser Zeit hatte sie viele Gastauftritte wie zum Beispiel in CSI: Vegas, Law & Order: Special Victims Unit, Malcolm mittendrin, Will & Grace sowie Zoey 101 und viele andere.
2003 konnte sie mit ihrem Idol, Harrison Ford, im Film Hollywood Cops zusammenarbeiten. 2005 wurde sie für den Young Artist Award für die „Beste Darbietung in einer TV-Serie“ für ihre Rolle als Hailey Campos in der Fernsehserie Strong Medicine: Zwei Ärztinnen wie Feuer und Eis nominiert. In dieser Zeit nahm sie außerdem einige Werbespots auf, zum Beispiel für Sprint und andere Werbungen für die Sicherheit beim Überqueren einer Straße.

#### 2007–2014: iCarly, Sam & Cat, Nickelodeon
Von 2007 bis 2012 war McCurdy an der Seite von Miranda Cosgrove, Nathan Kress und Jerry Trainor in der von Nickelodeon produzierten Fernsehserie iCarly zu sehen. In der Serie spielt sie die Rolle der Sam Puckett, die rebellische beste Freundin von Carly Shay (Miranda Cosgrove). 2008 wurde sie für ihre Arbeit in iCarly sowie für ihre Arbeit als Dory Sorenson im Fernsehfilm The Last Day of Summer für den Young Artist Award nominiert. 2009 wurde sie außerdem für die Teen Choice Awards als Favorite TV Sidekick nominiert. Im Film Fred: The Movie bekam McCurdy die Rolle der Bertha. 2011 gewann sie für ihre Rolle in iCarly die US-amerikanischen Kids’ Choice Awards in der Kategorie Favorite TV Sidekick sowie dessen australische Ausgabe in der Kategorie LOL Award.
Im Anschluss an die iCarly-Produktion bestellte Nickelodeon 2012 eine Pilotfolge für ein iCarly-Victorious-Spin-off mit dem Titel Sam & Cat. McCurdy nimmt dort ihre Rolle von Sam Puckett, neben Ariana Grande in ihrer Victorious-Rolle der Cat Valentine, wieder auf. Da es hinter den Kulissen zu Unstimmigkeiten zwischen den zwei Hauptdarstellerinnen kam, wurde die Serie im Juli 2014 nach der ersten Staffel beendet.
Im August 2014 veröffentlichte sie ihre erste eigene Webserie What’s Next for Sarah? („Was kommt als nächstes für Sarah?“), die lose auf persönlichen Erfahrungen nach der Absetzung von Sam & Cat basiert. In der Serie geht es um die Schauspielerin Sarah Bronson, die nach dem Ende ihrer erfolgreichen TV-Show und kurz darauf auch ihrer Beziehung neue Orientierung sucht. Für einen tragikomischen Effekt sind die zahlreichen Antagonisten in dieser kurzen Serie stark überzeichnet.
Am 20. Oktober 2014 wurde bekanntgegeben, dass sie in der Thriller-Drama-Serie Between des kanadischen Fernsehsenders City mitspielt. Die erste Staffel wurde im Mai 2015 ausgestrahlt.

#### 2016 bis 2019: Drehbuch und Regie
2016 lief die zweite Staffel von Between sowie ein Special mit McCurdy in der Hauptrolle. Der Sender und Netflix haben die Serie nie offiziell beendet, jedoch auch keine neue Staffel in Auftrag gegeben.

“The town is lovely, the premise solid if overfamiliar, but the script lacks both depth and tension (big problem), and McCurdy is one of the few cast members who can act.”

„Das Städtchen ist entzückend, die Einleitung solide, wenn nicht allzu vertraut, doch dem Drehbuch fehlt sowohl Tiefgang als auch Spannung (ein großes Problem), und McCurdy ist eine der wenigen Mitwirkenden, die auch wirklich spielen können.“

2017 gab McCurdy die Schauspielerei auf und begann Drehbücher für eigene Projekte zu schreiben, bei denen sie auch Regie führt.
2018 veröffentlichte sie ihr Debüt als Regisseurin mit dem Kurzfilm Kenny, der von den Ereignissen um den Tod ihrer Mutter inspiriert und von einer ausschließlich weiblichen Filmcrew produziert wurde. Der Film wurde im Fachmagazin The Hollywood Reporter vorgestellt. Danach veröffentlichte sie drei weitere Kurzfilme, zu denen sie das Drehbuch schrieb und Regie führte: The Grave, in dem sich zwei Fremde an einem Grab begegnen, The McCurdys, in dem sie persönliche Erlebnisse ihrer Kindheit verarbeitet und Strong Independent Women, in der eine Mutter ihre Tochter mit Essstörungen pflegt. Auf ihrer Website gibt sie an, dass sie auf 90 % ihrer schauspielerischen Arbeit mit Scham zurückblicke. Sie äußerte ihre Hoffnung, vom Schauspiel zu Drehbuch und Regie übergehen zu können:

“I never got the chance to be cast in a project I was proud to be part of. Now I have a better chance of making things I’m proud of than getting cast in things I’m proud of.”

„Ich hatte nie die Chance, für ein Projekt besetzt zu werden, bei dem ich stolz sein konnte, daran teilzuhaben. Nun habe ich eine größere Chance, Dinge zu tun, auf die ich stolz sein kann, als für Dinge besetzt zu werden, auf die ich stolz sein kann.“

Einst eine aktive Benutzerin von Twitter, Snapchat, Facebook und Instagram sowie YouTube-Vloggerin, löschte sie all ihre früheren Social-Media-Posts von 2008 bis 2019 und nahm auch ihre Videos, einschließlich der eigenen Musikvideos, aus ihrem YouTube-Kanal.

#### 2019 bis heute: Bühnenprogramm, Podcast, Autobiografie
2019 begann sie, in Alleinbesetzung ihre einstündige Bühnenshow „I’m Glad My Mom Died“ auf verschiedenen Bühnen in Los Angeles und New York aufzuführen, musste ihre Show aber frühzeitig einstellen, als die COVID-19-Pandemie die Vereinigten Staaten erreichte. Wie die gesamte restliche Unterhaltungsindustrie in den Vereinigten Staaten musste auch McCurdy ihre aktuellen Projekte pausieren. Über ihre persönliche Erfahrung der Selbstisolation veröffentlichte sie das erste Mal seit der Löschung ihrer Videos ein Lied, bei dem sie sich selbst auf einer Ukulele begleitet.
Für die Wiederauflage der Show iCarly von 2021 wollte McCurdy nicht wieder als Sam vor die Kamera zurückkehren. Die Show wurde nach der dritten Staffel wieder abgesetzt. Am 9. August 2022 erschien ihre Autobiografie I’m Glad My Mom Died, in welcher sie über den Kindesmissbrauch ihrer gewalttätigen Mutter und ihre unfreiwillige Karriere als Schauspielerin, sowie Suchtprobleme und Essstörungen, berichtet. Mit ihrer Spielpartnerin Miranda Cosgrove (Carly) verbindet sie nach ihrer eigenen Aussage eine innige und „heilsame“ Freundschaft.

### Musikkarriere
Im Juni 2008 wurde auf McCurdys offizieller Website bekannt gegeben, dass sie an ihrem Debüt-Album arbeitete. Die erste Single So Close wurde am 10. Mai 2009 veröffentlicht. Ihre zweite Single Homeless Heart, eine Cover-Version von Amanda Stott, kam am 19. Mai 2009 heraus. Das Lied wurde in Gedenken an McCurdys Freund Cody Waters veröffentlicht, welcher im Alter von neun Jahren an einem Gehirntumor starb. 20 % der Einnahmen aus der Single wurden der Cody Waters Foundation gespendet. Am 6. Juli 2009 gab sie bekannt, dass sie einen Vertrag mit Capitol Records Nashville unterschrieben hat.
Am 16. April 2010 wurden folgende Lieder für ihr Debüt-Country-Album der Öffentlichkeit vorgestellt: Not That Far Away, Never Let Me Down, Break Your Heart, Better, Stronger und Put Your Arms Around Someone. Diese Lieder wurden unter anderem veröffentlicht damit ihre Fans entscheiden können welcher Song ihre nächste Single sein soll. Not That Far Away gewann und konnte ab dem 1. Juni 2010 bei iTunes heruntergeladen werden. Am 16. August 2010 veröffentlichte McCurdy eine EP, welche zusätzlich die Lieder Break Your Heart, Stronger, Put Your Arms Around Someone und Me with You enthält.

## Soziales Engagement
Neben ihrer Unterstützung der Cody Waters Foundation nahm McCurdy auch an Kampagnen der Organisation Invisible Children teil, die sich gegen Kindersoldaten einsetzt. Außerdem ist sie Botschafterin der Starlight Children’s Foundation. Damit will sie andere junge Menschen dazu bringen, für Starlight zu arbeiten, um schwerkranke Kinder zu unterstützen.

## Filmografie

### Filme
- 2001: Shadow Fury
- 2002: Meine Tochter ist keine Mörderin (My Daughter’s Tears)
- 2003: Hollywood Cops (Hollywood Homicide)
- 2003: Taylor Simmons
- 2004: Breaking Dawn (Spielfilm)
- 2004: An Bord der Tiger Cruise (Tiger Cruise, Fernsehfilm)
- 2005: See Anthony Run (Kurzfilm)
- 2006: Against Type (Fernsehfilm)
- 2007: Ein verhexter Sommertag (The Last Day of Summer, Fernsehfilm)
- 2008: iCarly: Trouble in Tokio (iCarly: iGo to Japan, Fernsehfilm)
- 2008: Mother Goose Parade (Fernsehfilm)
- 2009: iCarly: Vier Fäuste für iCarly (iCarly: iFight Shelby Marx, Fernsehfilm)
- 2009: Minor Details
- 2010: Fred – Der Film (Fred: The Movie, Fernsehfilm)
- 2011: Best Player (Fernsehfilm)
- 2011: iCarly: Party mit Victorious (iCarly: iParty with Victorious, Fernsehfilm)
- 2011: The Death and Return of Superman (Kurzfilm)
- 2012: iCarly: Ciao Carly (iCarly: iGoodbye, Fernsehfilm)
- 2013: Der große Schwindel (Swindle, Fernsehfilm)
- 2016: Pet – Wenn du etwas liebst, lass es nicht los (Pet)
- 2017: The McCurdys (Fernsehfilm; Drehbuch und Regie)
- 2017: 8 Bodies (Web-Film; auch Drehbuch, Regie und Produktion)
- 2017: Wine and Cheese (Web-Film)
- 2018: Little Bitches – Kleine Biester (Little Bitches)
- 2018: Kenny (Kurzfilm; Drehbuch und Regie)
- 2019: Strong Independent Women (Kurzfilm; Drehbuch, Regie und Produktion[21])

### Fernsehserien
- 2000: MADtv (Folge 6x01)
- 2002: CSI: Vegas (CSI: Crime Scene Investigation, Folge 2x20)
- 2003–2005: Malcolm mittendrin (Malcolm in the Middle, 2 Folgen)
- 2004: Karen Sisco (Folge 1x09)
- 2004: Strong Medicine: Zwei Ärztinnen wie Feuer und Eis (Strong Medicine, Folge 5x14)
- 2005: Law & Order: Special Victims Unit (Folge 6x11)
- 2005: Medium – Nichts bleibt verborgen (Medium, Folge 1x09)
- 2005: Für alle Fälle Amy (Judging Amy, Folge 6x22)
- 2005: The Inside (Folge 1x02)
- 2005: Over There – Kommando Irak (Over There, Folge 1x08)
- 2005: Zoey 101 (Folge 2x05)
- 2006: Will & Grace (Folge 8x10)
- 2006: Close to Home (Folge 1x16)
- 2007: Lincoln Heights (3 Folgen)
- 2007–2012: iCarly (94 Folgen)
- 2009: True Jackson (True Jackson, VP, 2 Folgen)
- 2010, 2015: Die Pinguine aus Madagascar (The Penguins of Madagascar, Stimme, 2 Folgen)
- 2010: Glenn Martin, DDS (Stimme, Folge 2x16)
- 2012: Victorious (Folge 3x10)
- 2012: Bucket & Skinner (Bucket & Skinner’s Epic Adventures, Folgen 1x17 und 1x18)
- 2013: Ben and Kate (Folge 1x14)
- 2013–2014: Sam & Cat (35 Folgen)
- 2014: The Birthday Boys (Folge 2x05)
- 2014: What’s Next for Sarah? (12 Folgen; auch Drehbuch, Regie und Schnitt)
- 2015–2016: Between (12 Folgen)
- 2016: Adam and Wiley’s Lost Weekend (6 Folgen)

## Diskografie

### Album
- 2012: Jennette McCurdy

### Singles
- 2009: So Close
- 2009: Homeless Heart
- 2010: Not That Far Away
- 2011: Generation Love

### EPs
- 2010: Not That Far Away
- 2012: Jennette McCurdy

## Auszeichnungen
| Tabellarische Übersicht der Auszeichnungen und Nominierungen | Tabellarische Übersicht der Auszeichnungen und Nominierungen | Tabellarische Übersicht der Auszeichnungen und Nominierungen | Tabellarische Übersicht der Auszeichnungen und Nominierungen                 | Tabellarische Übersicht der Auszeichnungen und Nominierungen |
| Jahr                                                         | Auszeichnung                                                 | Für                                                          | Kategorie                                                                    | Resultat                                                     |
| ------------------------------------------------------------ | ------------------------------------------------------------ | ------------------------------------------------------------ | ---------------------------------------------------------------------------- | ------------------------------------------------------------ |
| 2005                                                         | Young Artist Awards                                          | Strong Medicine: Zwei Ärztinnen wie Feuer und Eis            | Best Performance in a TV Series (Supporting)                                 | Nominiert                                                    |
| 2008                                                         | Young Artist Awards                                          | iCarly                                                       | Best Performance in a TV Series (Supporting)                                 | Nominiert                                                    |
| 2008                                                         | Young Artist Awards                                          | The Last Day of Summer                                       | Best Performance in a TV Movie, Miniseries or Special (Guest Starring)       | Nominiert                                                    |
| 2009                                                         | Young Artist Awards                                          | iCarly                                                       | Best Performance in a TV Series (Comedy or Drama) – Supporting Young Actress | Nominiert                                                    |
| 2009                                                         | Young Artist Awards                                          | iCarly                                                       | Outstanding Young Performers in a TV Series                                  | Nominiert                                                    |
| 2009                                                         | Teen Choice Awards                                           | iCarly                                                       | Choice TV: Sidekick                                                          | Nominiert                                                    |
| 2010                                                         | Young Artist Awards                                          | iCarly                                                       | Outstanding Young Performers in a TV Series                                  | Nominiert                                                    |
| 2010                                                         | Kids’ Choice Awards (Australien)                             | iCarly                                                       | LOL Award (mit Ensemble geteilt)                                             | Gewonnen                                                     |
| 2011                                                         | Kids’ Choice Awards (USA)                                    | iCarly                                                       | Favorite TV Sidekick                                                         | Gewonnen                                                     |
| 2011                                                         | Teen Choice Awards                                           | iCarly                                                       | Choice TV: Female Scene Stealer                                              | Nominiert                                                    |
| 2011                                                         | Teen Choice Awards                                           | Jennette McCurdy                                             | Choice Music: Female Country Artist                                          | Nominiert                                                    |
| 2011                                                         | Kids’ Choice Awards (Australien)                             | iCarly                                                       | LOL Award                                                                    | Gewonnen                                                     |
| 2011                                                         | Meus Prêmios Nick Brazil                                     | iCarly                                                       | Funniest Character                                                           | Gewonnen                                                     |
| 2012                                                         | Kids’ Choice Awards                                          | iCarly                                                       | Favorite TV Sidekick                                                         | Gewonnen                                                     |
| 2013                                                         | Kids’ Choice Awards (Australien)                             | iCarly                                                       | Aussie’s Fave Nick Star                                                      | Nominiert                                                    |
| 2019                                                         | Florida Film Festival                                        | Kenny                                                        | Grand Jury Award for Best Narrative Short                                    | Nominiert                                                    |

## Veröffentlichung
- I’m Glad My Mom Died: Meine Befreiung aus einer toxischen Mutter-Tochter-Beziehung. Fischer Taschenbuch, Frankfurt 2023, ISBN 978-3-596-70888-8.